# 王妃 (皇族)
王妃（おうひ、英：Princess）は、日本の皇族に属する王の妃の身位、またはその身位にある者をいう。日本における王妃は皇室典範第5条により皇族と規定される。敬称は「殿下」である（同法第23条第2項）。
2020年（令和2年）現在、王の身位を持つ皇族が存在しない（現行の皇室典範のもとで王が一人も出生していない）ため、王妃の身位を持つ皇族は存在しない。

## 概要
近世以前であれば、内親王と女王出身以外の皇族妃は、単に皇族の配偶者の1人という扱いだったが、旧皇室典範制定により、近代皇族の妃としての地位と栄誉を得ることになった。
王・女王の身位が「盛厚王」のように名の後に付され呼称の一部と見なされるのに対し、王妃（及び親王妃）は「盛厚王妃成子内親王」のように用いられる。他国の王・女王の表記にならって「成子王妃」のような逆順の表記をすることは、公式表記の観点からは誤用となる。

### 身位の変更
現行の皇室典範では、王妃の夫たる王の身位が親王に変更された場合は王妃の身位も親王妃に変更され、皇位を継承した場合は皇后となる。
王妃が成婚前より内親王又は女王であった場合は、成婚後も皇后となるまでは、引き続き元来の身位も併存（保持）する。
- 具体例：照宮成子内親王→（東久邇宮）盛厚王妃成子内親王→（皇籍離脱）→東久邇成子

### 皇族からの離脱
皇族以外の女子で王妃となった者は以下のいずれかを満たした場合、皇族の身分を離れ王妃としての地位を失う（同法第14条）。
- 王が薨去し、王妃が皇族を離れることを希望した場合。
- 王が薨去し、かつやむを得ない特別の事情があり、皇室会議の承認を得た場合。
- 王と離婚した場合。

皇室典範において皇室会議議員の就任権が認められている。一方で、王妃が成婚前より内親王又は女王であった場合を除き、国事行為臨時代行・摂政の就任権は認められていない。

## 近代以降の王妃一覧
| 諱/読み | 諱/読み | 身分                 | 結婚   | 続柄            | 位     | 出身             |
| ------- | ------- | -------------------- | ------ | --------------- | ------ | ---------------- |
| 允子    | のぶこ  | 朝香宮鳩彦王妃       | 1910年 | 明治天皇8女     | 内親王 | 皇族             |
| 千賀子  | ちかこ  | 孚彦王妃             | 1938年 | 藤堂高紹5女     | 伯爵   | 諸侯・伊勢国津   |
| 経子    | つねこ  | 華頂宮博恭王妃       | 1897年 | 徳川慶喜9女     | 公爵   | 徳川宗家別家     |
| 好子    | よしこ  | 賀陽宮邦憲王妃       | 1891年 | 醍醐忠順長女    | 侯爵   | 公家・清華家     |
| 敏子    | としこ  | 賀陽宮恒憲王妃       | 1921年 | 九条道実5女     | 公爵   | 公家・摂家       |
| 直子    | なおこ  | 閑院宮春仁王妃       | 1925年 | 一条実輝4女     | 公爵   | 公家・摂家       |
| 房子    | ふさこ  | 北白川宮成久王妃     | 1909年 | 明治天皇7女     | 内親王 | 皇族             |
| 祥子    | さちこ  | 北白川宮永久王妃     | 1935年 | 徳川義恕2女     | 男爵   | 尾張藩徳川分家   |
| 俔子    | ちかこ  | 久邇宮邦彦王妃       | 1899年 | 島津忠義7女     | 公爵   | 諸侯・薩摩鹿児島 |
| 静子    | しずこ  | 多嘉王妃             | 1907年 | 水無瀬忠輔長女  | 子爵   | 公家・羽林家     |
| 知子    | ともこ  | 久邇宮朝融王妃       | 1925年 | 伏見宮博恭王3女 | 女王   | 皇族             |
| 昌子    | まさこ  | 竹田宮恒久王妃       | 1908年 | 明治天皇6女     | 内親王 | 皇族             |
| 光子    | みつこ  | 竹田宮恒徳王妃       | 1934年 | 三条公輝第2女子 | 公爵   | 公家・清華家     |
| 伊都子  | いつこ  | 梨本宮守正王妃       | 1900年 | 鍋島直大次女    | 侯爵   | 諸侯・佐賀       |
| 聡子    | としこ  | 東久邇宮稔彦王妃     | 1915年 | 明治天皇9女     | 内親王 | 皇族             |
| 成子    | しげこ  | 盛厚王妃             | 1943年 | 昭和天皇長女    | 内親王 | 皇族             |
| 朝子    | ときこ  | 博義王妃             | 1919年 | 一条実輝3女     | 公爵   | 公家・摂家       |
| 範子    | のりこ  | 山階宮菊麿王妃       | 1895年 | 九条道孝2女     | 公爵   | 公家・摂家       |
| 常子    | ひさこ  | 山階宮菊麿王妃       | 1902年 | 島津忠義4女     | 公爵   | 諸侯・薩摩鹿児島 |
| 佐紀子  | さきこ  | 山階宮武彦王妃       | 1922年 | 賀陽宮邦憲王2女 | 女王   | 皇族             |
| 方子    | まさこ  | 李垠王妃（朝鮮王族） | 1920年 | 梨本宮守正王1子 | 女王   | 皇族             |